# Cléré-les-Pins
 Cléré-les-Pins  es una población y comuna francesa, situada en la región de  Centro, departamento de Indre y Loira, en el distrito de Chinon y cantón de Lageais.

## Demografía
| 1004 | 909 | 797 | 891 | 1049 | 1166 |
| Para los censos de 1962 a 1999 la población legal corresponde a la población sin duplicidades (Fuente: INSEE [Consultar]) |     |     |     |      |      |